# Muller (geslacht)
Muller is een uit Hoya afkomstig geslacht waarvan een telg in 1765 kleinburger van Zwolle werd en dat vervolgens bestuurders, kunstenaars en zakenlieden voortbracht.

## Geschiedenis
De stamreeks begint met Johann Bernhard Müller die gerechtsgriffier en notaris te Vörden was en in 1695 in die laatste plaats overleed. Zijn kleinzoon Joannes Martinus Jodocus Josephus Ids Müller (1731-1814) werd kleinburger van Zwolle, patriot en lid van de burgercommissie van Zwolle. Zijn nageslacht bleef in Nederland en telde onder zijn nakomelingen lokale en provinciale bestuurders, kunstenaars en zakenlieden.
Archieven van de familie en een telg bevinden zich in het Gemeentearchief Wageningen, het Stadsarchief Amsterdam en het IISG.
De genealogie werd gepubliceerd in 2024 in het genealogische naslagwerk Nederland's Patriciaat; deze werd verzorgd door familielid Michiel Muller en de Wageningse gemeentearchivaris P.M. (Bob) Kernkamp, de laatste ook verantwoordelijk voor de inventaris van het familiearchief te Wageningen.

## Enkele telgen
Carolus Antonius Josephus Müller (1779-1841), commissionair
- Johan Werner Anton Ludwig Müller (1811-1890), koopman en lid Provinciale Staten van Noord-Holland, voorzitter van het Amsterdamse comité tot oprichting van een standbeeld van Johan Rudolph Thorbecke
  - Dr. Hendrik Clemens Muller (1855-1927), docent Nieuw-Grieks, dichter, publicist en vrijdenker[2]
    - Dr. Henri Constantinos Alexandros Muller (1888-1950), conservator Koninklijke Bibliotheek, bibliothecaris Landbouwhogeschool Wageningen

  - Karel Muller (1857-1942), architect
  - Hugo Muller (1858-1927), president-commissaris Deli Spoorwegmij., lid gemeenteraad van Amsterdam
    - Marie Emma Muller (1886-1981); trouwde in 1912 met Jacob Willem Arriëns (1877-1963), burgemeester

  - Gerard Muller (1861-1929), kunstschilder, violist; trouwde in 1889 met Juliëtte Roos (1865-1957), actrice
    - Karel Muller (1890-1932), vliegenier; trouwde in 1929 met Dievera Maria Kuhlkamp (1897-1980), actrice, zangeres en cabaretière onder de naam Vera van Haeften
- Henricus Gerardus Carolus Muller (1823-1888), koopman, directeur Surinaamsche Bank, consul
  - Petrus Christiaan Muller (1868-1935), oprichter en directeur ingenieursbureau P.C. Muller & Co.
    - Ir. Willem Frans Marie Muller (1899-1990), directeur ingenieursbureau P.C. Muller & Co.
      - Drs. Petrus Christiaan Muller (1930), directeur bij Fokker Aircraft
        - Drs. Frans Muller (1961), president en CEO Ahold Delhaize
        - Drs. Michiel Muller (1964), CEO van Picnic

Geslachten die opgenomen zijn in het sinds 1910 verschijnende genealogische naslagwerk Nederland's Patriciaat. Lijst volgens opgave van het CBG Centrum voor familiegeschiedenis.
A · B · C · D · E · F · G · H · I · J · K · L · M · N · O · P · Q · R · S · T · U · V · W · Y · Z